# 香港女子排球代表隊
香港女子排球代表隊是一支業餘球隊，球員主要由本地大學生和在職人士組成。

## 歷年比賽成績
2017年
- 2017年 亞洲女子排球錦標賽  - 20人球員名單[1]
- 2017年 馬來西亞詩巫國際排球邀請賽: 冠軍 - 代表隊名單[2]

2016年
- 2016年 Thai-Denmark Super League(泰國)並列第7名
- 2016年 兩岸四地女子排球邀請賽 (香港) 季軍

2015年
- 2015年 第18屆亞洲女子排球錦標賽 (天津) 第13名
- 2015年 第三屆省港澳盃女子排球埠際賽 冠軍

2014年
- 2014年 第17屆亞洲運動會第7名
- 2014年 第9屆亞洲東區女子排球錦標賽 第5名

2013年
- 2013年 第6屆東亞運動會 (天津) 殿軍
- 2013年 第17屆亞洲女子排球錦標賽 (泰國) 第13名
- 2013年 夏季世界大學生運動會 (俄羅斯) 第12名
- 2013年 兩岸四地女子排球邀請賽 (香港) 冠軍

2012年
- 2012年 兩岸四地女子排球邀請賽 (香港) 冠軍
- 2012年 第八屆亞洲東區排球錦標賽 (北京) 殿軍
- 2012年 第二屆省港澳盃排球埠際賽 亞軍

2011年
- 2011年 首屆省港澳盃排球埠際賽 亞軍
- 2011年 夏季世界大學生運動會 (深圳) 第12名

2010年
- 2010年 第七屆亞洲東區排球錦標賽 第5名

2009年
- 2009年 兩岸四地女子排球邀請賽 亞軍
- 2009年 亞洲女子排球錦標賽 第9名
- 2009年 東亞運動會 殿軍

2008年
- 2008年 兩岸四地女子排球邀請賽 冠軍
- 2008年 第六屆亞洲東區排球錦標賽 第5名

2007年
- 2007年 港澳埠際賽 冠軍

2006年
- 2006年 兩岸四地女子排球邀請賽 季軍
- 2006年 第五屆亞洲東區排球錦標賽 殿軍

## 外部連結
香港女子排球代表隊的Facebook專頁